# Elena Altieri
Elena Altieri (eigentlich Elena Capucci; * 7. Juli 1910 in Stresa; † 1. Mai 1997 in Nizza) war eine italienische Schauspielerin.

## Leben
Altieri, deren Mutter Engländerin ist, debütierte kurz nach ihrem zwanzigsten Geburtstag auf der Leinwand. Sie war Ende der 1930er Jahre mit ihren blonden, großgewachsenen, schlanken Mannequin-Erscheinung eine der Hoffnungen des italienischen Films, konnte diese Hoffnungen aber nur in wenigen Werken einlösen. So war sie neben Amedeo Nazzari die Verlobte aus begüterten Verhältnissen in Scarpe grosse (1940). Während des Krieges wurden, teils durch ungenügende Rollenangebote, teils durch Desinteresse an den angebotenen Charakteren, die Engagements für Hauptrollen immer weniger, sodass Altieri zahlreiche Nebenrollen spielte.
Auch nach dem Kriege spielte sie Routinerollen als gefühlskalte und hochmütige Aristokratinnen für wichtige Regisseure wie Vittorio De Sica, Jean Renoir und Mario Mattòli. Nach einigen Theateraufgaben neben Luigi Cimara und Andreina Paul beendete sie Ende der 1950er Jahre ihre künstlerische Karriere.

## Filmografie (Auswahl)
- 1937: Regina della Scala
- 1938: Zwischen Leben und Tod (Luciano Serra, pilota)
- 1942: Tragödie einer Liebe (Vertigine)
- 1948: Fahrraddiebe (Ladri di bicilette)
- 1949: Totò le Mokò (Totò le Mokò)
- 1950: È più facile che un cammello...
- 1950: Toselli-Serenade (Romanzo d'amore)
- 1952: Andere Zeiten (Altri tempi - Zibaldone n. 1)
- 1952: Die goldene Karosse (La carrozza d'oro)
- 1956: Ihr schlechter Ruf (Difendo il mio amore)